# Final Soldier
Final Soldier es un videojuego de matamarcianos para la videoconsola PC Engine publicado por Hudson Soft el 5 de julio de 1991. Es el tercer juego de la saga Star Soldier. Aunque la versión para PC Engine solo salió en Japón, el 2 de mayo de 2008 apareció en la Consola Virtual europea para Wii al precio de 700 puntos Wii, tras haber aparecido en la Consola Virtual japonesa el año anterior. El 8 de septiembre de 2008 fue publicado en la Consola Virtual norteamericana. También fue relanzada para Consola Virtual de Wii U en 27 de agosto de 2014 en Japón.

## Otros Medios
- Dryad aparece en el capítulo 12 del manga Cyber Boy.